# Time for After
Time For After là tập thứ bảy trong Phần 8 của series phim truyền hình The Walking Dead. Tập phim được phát sóng trên kênh AMC của Mỹ vào ngày 3 tháng 12 năm 2017. Khi phát sóng tại Mỹ, tập phim đã được 7,47 triệu người xem trong đó có 3,3 triệu người từ 18-49 tuổi.

## Nội dung tập
Vẫn đang ngồi bên trong container mà mình bị nhốt, Rick chợt thấy cánh cửa được mở ra. Jadis đang đứng bên ngoài cùng một chiếc máy ảnh. Mặc cho Rick bảo rằng đề nghị mời The Scavengers gia nhập liên quân của anh vẫn còn, Jadis phớt lờ và chụp toàn thân Rick từ nhiều góc khác nhau. Khi được Rick hỏi về mục đích chụp ảnh, Jadis bảo rằng mình sẽ dùng chúng để tạc một bức tượng của Rick rồi sai người đóng cửa lại.
Ngồi trong phòng mình ở The Sanctuary, Eugene lấy sổ ra liệt kê những gì mình biết về tình hình hiện tại. Sau đó, anh đến phòng của Dwight và bảo rằng mình biết rõ chuyện anh ấy đang tiếp tay cho phe liên quân. Eugene đề nghị Dwight phải dừng ngay hành động đó, đổi lại anh sẽ giữ bí mật về chuyện này. Tuy nhiên, Dwight khẳng định rằng với những gì đang diễn ra, The Saviors sớm muộn cũng sẽ thua cuộc, chỉ cần Eugene làm một người đứng ngoài cuộc và đừng tham gia vào. Tuy nhiên, Eugene kiên quyết bảo rằng sẽ tuân phục Negan. Trước khi bỏ đi, anh cảnh cáo Dwight đừng gây ra thêm bất kỳ tổn hại nào cho những người sống trong căn cứ.
Bước ra ngoài, Eugene thấy Laura và Mark vừa phải đặt thêm vài thanh gỗ chắn ngang cửa để gia cố trước sức ép của bầy xác sống bên ngoài. Anh đặt câu hỏi rằng liệu lớp bảo vệ này sẽ còn cầm cự được thêm bao lâu nữa và Laura đáp rằng có lẽ là 1 hoặc 2 ngày.
Lát sau, khi đi ngang qua phòng y tế, Eugene được bác sĩ Carson gọi vào để nhờ giúp mình việc này. Bên trong phòng, cha xứ Gabriel đang nằm trên giường bệnh với vẻ yếu ớt. Bác sĩ Carson chẩn đoán rằng ông đang bị nhiễm trùng và e rằng tình hình của cha xứ sẽ trở nên cực kỳ tệ. Dù cũng bày tỏ sự quan tâm cho Gabriel nhưng Eugene vẫn chỉ trích cha xứ vì đã là một phần trong liên quân của Rick, và tình trạng hiện tại của ông là do ông tự chuốc lấy.
Sau khi bác sĩ Carson nhờ Eugene ở lại trông chừng để đi lấy thêm thuốc, Gabriel cũng tỉnh giấc và một lần nữa nhờ Eugene giúp đưa Carson ra khỏi đây. Eugene bèn nhắc lại rằng đó là điều khó có thể làm được khi mà The Sanctuary đang bị vây quanh bởi xác sống, và anh vốn là một kẻ chỉ quan tâm đến sự an nguy của bản thân. Họ cùng chia sẻ với nhau quan điểm về việc"làm điều đúng đắn". Trong khi Eugene nghĩ rằng"làm điều đúng đắn"cho mình có thể gây ra rắc rối cho người khác, Gabriel lại cho rằng việc đó còn tùy thuộc vào niềm tin của từng người, và Chúa luôn có một dự định cho tất cả mọi người.
Khi bị Eugene cho rằng đức tin của mình là ngớ ngẩn, cha xứ phản bác lại rằng với tư cách là một con người của khoa học, Eugene trước đây có thể sẽ không tin vào chuyện một ngày những xác chết sẽ biết đi như hiện tại. Do đó, không phải chuyện gì khó tin thì tức là sẽ không xảy ra. Cuối cùng, Gabriel bày tỏ niềm hy vọng rằng Eugene sẽ"làm điều đúng đắn"khi thời điểm thích hợp đến. Eugene liền nhìn vệt sơn đỏ trên ngón cái của mình và suy ngẫm.
Bên ngoài, Morgan đang quan sát The Sanctuary qua ống ngắm trên súng. Qua bộ đàm, Morgan được những lính bắn tỉa khác của liên quân quanh đó báo cáo rằng đang có một chiếc xe tải lại gần. Đó chính là xe của Daryl, Michonne, Tara và Rosita.
Tanya ghé qua phòng của Eugene để nhắc cho anh nhớ về một chiếc radio bị hỏng mà cô đã nhờ anh sửa từ tuần trước. Eugene giải thích rằng với tình hình hiện tại, anh không còn tâm trí để làm việc đó. Khi được Eugene bày tỏ thắc mắc về thái độ bình thản của mình, Tanya đáp rằng cô vốn dĩ đã bị mắc kẹt ở nơi này, dưới trướng của Negan nên việc có bị mắc kẹt do bị xác sống vây quanh cũng chẳng có gì khác biệt mấy. Eugene xin Tanya chai rượu mà cô đang cầm trên tay và bảo rằng nó sẽ giúp anh dễ ngủ hơn. Tanya đáp rằng dạo này cô cũng đang mất ngủ khi nghĩ về việc đã thất bại trong chuyện nhờ Eugene giúp tiêu diệt Negan. Cô chỉ trích Eugene trước khi để lại chai rượu và rời khỏi. Ngay sau đó, Laura đến để gọi Eugene tới chỗ Negan.
Daryl, Michonne, Rosita và Tara đang bàn bạc về việc họ định làm và được nhập hội bởi Morgan. Daryl và Tara muốn lao xe vào đâm sập tường của The Sanctuary, giúp bầy xác sống tràn vào. Morgan hưởng ứng và bảo ông cùng những lính bắn tỉa khác sẽ hỗ trợ phòng khi The Saviors phản kháng. Rosita thì nghĩ rằng họ chớ nên nóng vội mà hãy bám sát theo kế hoạch ban đầu. Daryl vẫn nhất quyết muốn làm vậy và cho rằng sau khi nhánh quân của The Kingdom đã bị tiêu diệt gần hết, anh e là họ không còn đủ quân số để uy hiếp địch đầu hàng. Rosita nhắc lại cho họ nhớ rằng đó là lý do mà Rick đang đi thương thuyết với The Scavengers để tăng quân số, nhưng Tara bảo rằng chúng là những kẻ không đáng tin. Cô bảo rằng mình thực sự hối tiếc vì đã không kể cho Rick sớm hơn về số súng ở Oceanside và không muốn đợi chờ thêm nữa. Rosita khẳng định rằng mình sẽ chỉ tin và làm theo kế hoạch của Rick. Trước khi bỏ về, cô hỏi Michonne về ý kiến của cô ấy. Michonne đáp rằng mình sẽ ở lại thêm một lúc nữa để xem xét tính khả thi của kế hoạch này. Rosita bèn nói rằng việc chờ đợi có lẽ dễ dàng hơn là hấp tấp để rồi đón nhận rủi ro, đó là bài học mà cô đã rút ra được sau cái chết của Sasha.
Eugene tới gặp Negan, người đang bày tỏ sự quan ngại cho cộng đồng và các cư dân của mình. Hắn dành lời khen ngợi về việc bộ óc của Eugene đã giúp ích được rất nhiều cho nơi này, sau đó bắt tay anh và bảo không phải ai cũng được hắn dành cho sự kính trọng như vậy. Eugene bèn bảo rằng anh sẽ suy nghĩ xem cần phải làm gì và rời khỏi.
Quay về phòng và mày mò chiếc radio, Eugene lấy ra bộ phận loa và chợt nảy ra ý tưởng. Anh tới nhà kho cất giữ đồ và nhìn thấy chiếc quan tài trước đây từng được dùng để chở Sasha. Sau một lúc hồi tưởng về hình ảnh Sasha bước ra trong bộ dạng xác sống, Eugene mở nắp quan tài ra và nhìn thấy chiếc máy nghe nhạc mà cô ấy dùng trước khi chết vẫn đang ở bên trong.
Daryl, Tara và Michonne lái xe tới gần sát bên ngoài The Sanctuary trong khi Morgan quay lại vị trí ngắm bắn của mình để canh chừng. Trong lúc Tara xuống xe quan sát tình hình, Daryl quay sang hỏi Michonne rằng liệu cô có sẵn sàng để làm chuyện này. Sau một hồi cân nhắc về lời nói của Rosita, Michonne đành quyết định sẽ không tham gia vào và rời khỏi.
Từ trên một trong số các ban công của The Sanctuary, Eugene đặt sáng chế mới của mình – một chiếc tàu lượn có đặt máy nghe nhạc cùng loa ở bên trong, sẵn sàng cất cánh để dùng âm thanh dụ bầy xác sống bên dưới đi nơi khác. Anh thu âm lại quá trình thực hiện của mình, nhưng trước khi kịp kích hoạt nó, Dwight xuất hiện từ phía sau và chĩa súng vào Eugene.
Trong khi đó, Tara, Morgan, Daryl và những lính bắn tỉa khác đã sẵn sàng thực hiện kế hoạch.
Khi bị Dwight ra lệnh phải tránh xa khỏi chiếc tàu lượn, Eugene bảo rằng việc mà anh đang định làm sẽ cứu mạng rất nhiều người bên trong The Sanctuary. Tuy nhiên, Dwight phản bác rằng hành động đó ngược lại sẽ dẫn đến cái chết của Rick và rất nhiều người khác. Kế hoạch của Rick sẽ cứu mạng của không chỉ các cư dân bên liên quân mà còn của nhiều thành viên The Saviors, và việc tiêu diệt Negan đang là ưu tiên hàng đầu. Eugene vẫn cho rằng Negan rồi sẽ chiến thắng. Bất chấp nòng súng đe dọa của Dwight, anh vẫn kích hoạt chiếc tàu lượn và cho nó bay lên trên đầu bầy xác sống. Dwight đành nổ một vài phát súng để bắn hạ chiếc tàu lượn.
Cùng lúc này, Daryl bắt đầu lao xe tải về phía The Sanctuary. Một vài thành viên The Saviors từ các cửa sổ cố ngăn chặn việc này nhưng bị làm phân tâm bởi Tara, Morgan và các lính bắn tỉa khác. Daryl nhảy khỏi xe trước khi chiếc xe lao vào tông sập tường của The Sanctuary, mở lối vào cho bầy xác sống.
Các thành viên The Saviors cùng nhiều người lao động hoảng hốt bỏ chạy trước dòng xác sống đang tràn vào. Một vài người đã bị chúng tóm được trong khi hầu hết còn lại đã kịp chạy lên các tầng bên trên. Eugene sau khi quay trở vào trong căn cứ đã chứng kiến việc này. Tâm trạng của anh từ hoảng loạn và sợ hãi nhanh chóng biến thành giận dữ khi thấy nhiều người lao động vô tội bị xé xác.
Sau đó, Eugene đùng đùng bước vào trạm xá và to tiếng với Gabriel. Anh bảo rằng hậu quả hiện tại của cha xứ và Sasha đều là do họ tự chuốc lấy vì nghĩ đã"làm điều đúng đắn". Eugene cũng từ chối việc sẽ giúp bác sĩ Carson thoát khỏi đây và bảo rằng mình sẽ trung thành với Negan, đảm bảo rằng Carson sẽ luôn ở trong căn cứ.
Negan và Eugene cùng bàn bạc tìm cách tiêu diệt bớt đám walker bằng số vũ trang còn lại trong căn cứ. Eugene bảo rằng mình có thể sản xuất thêm đạn mới để hỗ trợ The Saviors, đồng thời tiết lộ rằng mình có một thông tin khẩn thiết cần báo cáo. Trước khi anh kịp nói ra việc này, các thành viên cấp cao khác của The Saviors, trong đó có Dwight bước vào. Eugene quay sang nhìn Dwight đầy ái ngại rồi nói rằng mình sẽ đi sửa chữa hệ thống liên lạc trong căn cứ để mọi người có thể giữ liên lạc với nhau qua bộ đàm. Negan cảm thấy thất vọng vì tưởng rằng thông tin của Eugene là cái gì đó rất đáng giá.
Eugene quay trở về phòng với vẻ vô cùng căng thẳng. Anh lôi chai rượu ra uống nhiều hớp trong khi tiếng súng diệt bầy xác sống vẫn văng vẳng bên ngoài.
Rick cuối cùng cũng được đưa ra khỏi chiếc container và bị dẫn đến giữa bãi rác. Anh bị ép quỳ xuống trong khi Jadis cùng 2 thành viên The Scavengers khác dẫn ra một xác sống được trang bị giáp trên đầu và dí nó vào người Rick. Tuy nhiên, Rick đã tự giải thoát mình và tóm lấy cây gậy đang móc vào cổ con walker. Anh vừa kiểm soát nó, vừa chiến đấu lại và hạ gục được 2 thành viên The Scavengers kia. Do bị Rick kéo giật nhiều nên phần đầu của con walker đã bị đứt lìa khỏi cơ thể. Jadis lôi súng ra định bắn Rick nhưng cũng bị anh khống chế và đè xuống đất, ngay cạnh chiếc đầu của con walker kia. Mặc cho các thành viên The Scavengers khác cầm súng chạy đến chĩa vào người mình, Rick tuyên bố rằng dù hôm nay chuyện gì xảy ra, anh cũng sẽ rời khỏi bãi rác và mang người quay lại tiêu diệt chúng.
Jadis đành ra hiệu cho người của mình hạ vũ khí xuống và hỏi Rick rằng chuyện gì sẽ xảy ra nếu cô ta chấp nhận đề nghị của anh. Rick bèn bảo rằng kế hoạch sẽ là tất cả thành viên của các cộng đồng sẽ cùng tới trước The Sanctuary để bắt The Saviors đầu hàng và xử tử Negan. Sau một hồi mặc cả, cả hai cuối cùng cũng đạt được thỏa thuận là The Scavengers sẽ có được 1/4 số đồ của The Saviors sau khi cuộc chiến kết thúc.
Lát sau, Rick dẫn các thành viên The Scavengers tới bên ngoài The Sanctuary. Khi đi vào, anh trông thấy một trong số những tay bắn tỉa bên phe mình đang bị ăn thịt bởi một vài xác sống. Anh giết chúng rồi dùng bộ đàm của người đó để liên lạc với những lính bắn tỉa khác nhưng không nhận được hồi đáp. Rick bèn trèo lên đỉnh của một tháp nước để quan sát căn cứ của địch. Anh bàng hoàng nhận ra việc một chiếc xe đã đâm sập tường của The Sanctuary, nhưng quanh đó lại không có bóng dáng xác sống nào.

## Diễn viên

### Diễn viên chính
- Andrew Lincoln vai Rick Grimes
- Norman Reedus vai Daryl Dixon
- Lauren Cohan vai Maggie Rhee*
- Chandler Riggs vai Carl Grimes*
- Danai Gurira vai Michonne
- Melissa McBride vai Carol Peletier*
- Lennie James vai Morgan Jones
- Alanna Masterson vai Tara Chambler
- Josh McDermitt vai Eugene Porter
- Christian Serratos vai Rosita Espinosa
- Seth Gilliam vai Gabriel Stokes
- Ross Marquand vai Aaron*
- Jeffrey Dean Morgan vai Negan
- Austin Amelio vai Dwight
- Tom Payne vai Paul Rovia*
- Xander Berkeley vai Gregory*
- Khary Payton vai Ezekiel*
- Steven Ogg vai Simon*
- Katelyn Nacon vai Enid*
- Pollyanna McIntosh vai Jadis

### Diễn viên định kỳ
- Thomas Francis Murphy vai Brion
- Sabrina Gennarino vai Tamiel

*Không xuất hiện trong tập này

### Các diễn viên phụ khác
- R. Keith Harris vai Harlan Carson
- Lindsley Register vai Laura
- Chloe Aktas vai Tanya
- Griffin Freeman vai Mark
- Traci Dinwiddie vai Regina

## Cái chết trong tập
- (Ít nhất) 7 thành viên của The Saviors
- 1 cư dân của Alexandria thuộc liên quân

## Đánh giá
Tập phim nhận được phản hồi tốt từ giới phê bình, với 79% trong số 19 bài đánh giá trên Rotten Tomatoes là theo hướng tích cực. Hầu hết các chuyên gia đều nhận định rằng tập phim này là một sự tiến bộ so với tập trước đó và đánh giá cao việc khai thác tâm lý của nhân vật Eugene. Noel Murray từ tạp chí Rolling Stone nhận xét: "Tập phim này cho thấy một người đàn ông đang phải vật lộn trong mâu thuẫn giữa cảm xúc và bản năng sinh tồn của mình. Đằng sau những lời"chém gió"của nhân vật này, anh ta là một con người khá phức tạp mà nếu đặt mình vào vị trí đó, phần nào đó ta có thể đồng cảm". Nick Romano từ tạp chí Entertainment Weekly cũng bình luận: "Eugene giống như một lăng kính thú vị giúp ta thấy góc nhìn của cuộc chiến từ phe Negan. Anh ta là một kẻ hèn nhát, nhưng cũng là một người biết tính toán chiến thuật để đưa ra quyết định có lợi nhất cho bản thân".

## Bên lề
- Tên của tập -"Time For After"đến từ lời nói của Jadis với Rick trong tập khi cô ta cho người dẫn con walker kỳ dị lại gần anh.
- Chữ"A"mà Jadis viết lên bên ngoài chiếc container nhốt Rick trong tập trước được tiết lộ là viết tắt của"After"trong tập này.
- Tập phim này có thời lượng phát sóng trên truyền hình là 64 phút (bao gồm cả quảng cáo), dài hơn nếu so với một tập phim thông thường có độ dài 60 phút.
- Tập phim đánh dấu lần đầu Rick xuất hiện trong 7 tập phim liên tiếp kể từ sau tập"Pretty Much Dead Already".
- Eugene nói với Dwight rằng:"It doesn't require a Turing-grade decryption to grok the truth that you're the traitor.". Từ"grok"ở đây bắt nguồn từ tác phẩm"Stranger In A Strange Land"của nhà văn Robert Heinlen, kể về câu chuyện của một người Trái Đất lớn lên trên Sao Hỏa và được người Hỏa Tinh dạy cho cách"grok", tức sử dụng bộ não của mình để tạo ra, thay đổi thực tại hoặc đọc được suy nghĩ của người khác. Bằng việc nói câu này, hàm ý của Eugene tức là anh chẳng cần đọc suy nghĩ của Dwight để suy ra anh ấy là kẻ đang phản bội lại The Saviors.[4]
- Seth Gilliam (Gabriel) đã phải đeo kính áp tròng trong tập này (cùng loại kính áp tròng mà các diễn viên đóng vai xác sống đeo) để đoàn làm phim thêm hiệu ứng đỏ mắt vào, khiến vẻ tiều tụy của nhân vật của ông trông được chân thực hơn.
- Câu nói của Rosita trong tập:"I believe in Rick Grimes"được dựa trên câu nói của Maggie trong Chương 118 của bộ truyện tranh.
- Đây là tập phim đầu tiên của Phần 8 không có cái chết của nhân vật nào được biết tên.
- Cuối tập phim, Rick nhìn thấy một lính bắn tỉa bên phe mình chết trong tình trạng treo người trên cầu thang của một tháp chứa nước và đang bị xác sống ăn thịt. Đây chính là cách mà cha xứ Gabriel chết trong Chương 158 của bộ truyện tranh.
- Chiếc tàu lượn mà Eugene sáng chế ra trong tập được tạo hình dựa theo một con diều. Nó được làm từ móc áo, rèm che nhà tắm cùng bánh xe & động cơ của một chiếc xe đồ chơi điều khiển từ xa.
- Trong cảnh mà Daryl lao xe vào The Sanctuary và đâm vào hàng loạt xác sống trước khi tông sập tường của căn cứ này, đoàn làm phim đã để những chiếc ma-nơ-canh"đóng vai"con walker bị đâm, sau đó dùng kỹ xảo để thêm hiệu ứng tóe máu vào.
- Andrew Lincoln (Rick) từng đề nghị được khỏa thân hoàn toàn để đóng các cảnh ở bãi rác trong tập này nhưng bị AMC từ chối.
- Trong cảnh Eugene tưởng nhầm rằng Negan chìa tay ra cho mình hôn, do biết trước sẽ diễn cảnh này, và vì các thành viên của đoàn làm phim trước đó đã vào một nhà hàng Mexico để dùng món salad bơ, nên Jeffrey Dean Morgan (Negan) đã cố tình để tay mình dính mùi salad bơ để đùa Josh McDermitt (Eugene)
- Tập phim có một số lời nói/chi tiết gợi nhắc về các sự kiện trong các tập trước đây:
  - Chiếc quần đùi mà Rick mặc trong tập khá giống với chiếc mà anh mặc khi bước ra khỏi bệnh viện Harrison Memorial trong tập đầu tiên của series –"Days Gone Bye"
  - Dwight nói với Eugene rằng:"Anh đã nhìn thấy những gì xảy ra ở đây, đã từng ngửi rõ mùi da cháy". Đây là lời nói gợi nhắc về cái chết của bác sĩ Emmett Carson trong tập"Hostiles And Calamities"(Phần 7).
  - Morgan đứng trên lầu của tòa nhà và quan sát qua ống ngắm trên súng, tương tự như hồi ông tìm bắn người vợ đã biến đổi thành xác sống của mình trong tập đầu tiên của series.
  - Jadis sử dụng một xác sống tương tự như con walker Winslow trong tập"New Best Friends"(Phần 7) để hăm dọa Rick.
- Bài hát trong chiếc máy nghe nhạc mà Eugene bật để gây sự chú ý của bầy xác sống là "Paul Simon" của The Russian Futurists.

## Lỗi phim
- Mặc dù đã bị Rick giật phăng đầu khỏi cơ thể, phần đầu của con walker ở bãi rác vẫn phát ra những âm thanh gầm gừ. Đây là điều phi thực tế vì tiếng động phát ra từ miệng của một người chỉ có thể được tạo ra từ việc không khí đi qua đường thanh quản, trong khi đó đây lại là một chiếc đầu đã bị đứt lìa khỏi xác.